# Wageningen en Ede
Wageningen en Ede was een waterschap dat in 1989 opging in het nieuwe waterschap Gelderse Vallei.
Het waterschap is  op 1 januari 1949 opgericht om de taken van (o.a.?) de volgende zelfstandige waterschappen over te nemen
- Polderdistrict Wageningen en Bennekom
- buurtschappen Manen en Veldhuizen.

Deze waterschappen werkten sinds 1714 tot 1949 samen in een organisatie met de naam "De Collegien der Exonererende Landen", samen met de waterschappen die in 1949 De Grebbe gingen vormen:
- De Dijkstoel van de Rhenensche Nude en de Achterbergsche Hooilanden
- Het Veenraadschap der Geldersche en Stichtsche Veenen